# Linktree
Linktree est un service de page de destination pour les médias sociaux.

## Histoire
Le 5 juin 2023, le site Bento.me annonce son rachat par Linktree.